# Productos Ramo
Productos Ramo est une entreprise colombienne spécialisée dans les gâteaux et viennoiseries,. Elle est connue pour son quatre-quarts qui existe en plusieurs goûts différents, mais aussi pour son Chocoramo (es) et son Gala, une sorte de part de quatre-quarts individuelle à laquelle sont ajoutés des fruits.

## Histoire
L'entreprise est fondée en 1950 par Rafael Molano Olarte (es) et son épouse Ana Luisa Camacho dans le quartier "Los Alcázares" de Bogota. Ramo est la première marque à proposer des quatre-quarts produits et empaquetés en Colombie. Les emballages sont pratiquement les mêmes depuis les années 1960.
Vers 1959, Rafael Molano possède une boulangerie où il vend les viennoiserie faites par son épouse, elles connaissent un grand succès, c'est à ce moment que nait le ponqué Ramo. 
En 1964 à l'aide d'un prêt bancaire conséquent, la marque démarre une production industrielle à grande échelle à Bogota avec l'assistance technique de Alvaro Iregui, directeur de laboratoire et un des premiers techniciens agro-alimentaire du pays,. 
Les premiers produits sont le Ponqué Ramito (en français : « petit quatre-quarts Ramo ») et plus tard la gamme Gala. En 2015, la marque possède trois usines en Colombie située à Mosquera (ouverte en 1969), Palmira (ouverte en 1979) et Antioquia (ouverte en 1967) avec les machines les plus avancées du pays.
En 1972 l'entreprise connait une grande croissance et lance divers produits, notamment le Chocoramo. L'année suivante la marque veut être plus indépendante quant à ses matières premières et ouvre ainsi une ferme avicole qui produira la plupart des œufs utilisés. En 2015 l'entreprise possède 600 000 poules qui pondent 400 000 œufs quotidiennement et produit elle même la nourriture donnée aux poules, le cacao et le sucre proviennent d'autres entreprises.
En 2015 le président du groupe envisage une nationalisation qui permettrait de vendre ses produits dans les coins le plus reculés de Colombie.

## Produits
En décembre 2024 la marque produit entre autres, :
- le Chocoramo
- Quatre-quarts (en espagnol : ponqué) au fruits, chocolat, noix, noix de coco, vin ou nature. Existe aussi de forme circulaire pour des fins plus festives
- le Gansito, un gâteau comparable au Kinder Delice
- le Ramito, un Muffin destiné plutôt aux enfants

## Image et communication
La marque joue un rôle important dans le paysage colombien en permettant aux colombiens de consommer de la nourriture industrielle abordable depuis des générations et en ayant gardé un goût fidèle au travers du temps.
Au début des années 2010, l'entreprise interdit la visite au public par peur que les recettes soient dévoilées.

### Rumeurs de difficultés financières et rachat
En 2012, une Infox circule dans les médias et sur les réseaux sociaux affirmant que la marque connaitrait des difficultés financières et chercherait à se faire racheter. À la suite de cela, la marque reçoit plusieurs offres, qu'elle refuse. Le président de Ramo, Carlos Hugo Escobar, dément et affirme avoir de grands projets d'internationalisation. Ces tentatives de rachats s'expliquent par le fait que la Colombie a connu un effet de mode au début des années 2010 et beaucoup d'entreprises étrangères ont voulu prendre part dans l'économie colombienne.
La marque affiche ce message sur son site internet, faisant ainsi taire toute rumeur de rachat par des entreprises étrangères notamment le Grupo Bimbo :
« Informamos que Ramo no ha sido vendido ni está en venta. Gracias por el  apoyo y el cariño que recibimos de todos. RAMO ES COLOMBIA. » (« Nous vous informons que Ramo n'a pas été et n'est pas à vendre. Merci pour l'aide et le soutien que nous avons reçu de la part de chacun d'entre vous. RAMO C'EST LA COLOMBIE. »)

### Communication
L'entreprise fait peu de publicité car elle considère que la meilleure publicité repose dans la qualité des produits et la confiance que les clients lui accordent. Son marketing repose surtout à faire appel aux traditions, à l'amour, à la famille à son importance en Colombie. Cette démarche est résumée dans le slogan affiché sur la page Facebook : 
« 62 años creando recetas con corazón para las familias colombianas » (« 62 années de création de recettes avec amour pour les familles colombiennes »)
Le logo est le même depuis 1953.

## Crédit d’auteurs
- (es) Cet article est partiellement ou en totalité issu de l’article de Wikipédia en espagnol intitulé « Productos Ramo » (voir la liste des auteurs).